# كيندل فاير
جهاز كيندل فاير هو حاسوب لوحي من «أمازون». يعمل بنظام أندرويد وتبلغ درجة التحديد في شاشته 1024×600 بمعدل 169 بيكسل في البوصة المربعة. صدر لأول مرة في نوفمبر 2011.